# Електронна цигара
Електронната цигара, известна още като е-цигара, е преносимо електрическо устройство, захранвано с батерия, за вдишване на никотин чрез изпаряване. То е алтернатива на тютюневите продукти, които се консумират чрез пушене – цигари, пури и лули. Освен никотин, произвежданата от електронните цигари пара съдържа различни аромати, като това се постига без да се използва тютюн, дим или изгаряне при нейната работа. Електронните цигари вече не се предлагат на пазара като помощни средства за спиране на тютюнопушенето и тютюневите изделия, заместващи го в повечето страни. Едни от най-разпространените модели е-цигари са тези, които приличат на тютюневите. Те имат приблизително същото количество никотин като обикновената цигара. Когато се пуши електронна цигара, никотиновата течност се нагрява в пълнителя и се превръща в пара, която предоставя умерено количество никотин по същия начин като обикновената цигара. При най-новите е-цигари пълнителят се нагрява от презареждаема батерия.
Има и много други модели електронни цигари, които не приличат изобщо на обикновените цигари. Те са с различна форма и дизайн. Количеството на съдържащия се в тях никотин може да бъде избрано от потребителя, а някои хора преминават направо на безникотинови пълнители. Ползите и рисковете от употребата на електронна цигара са предмет на редица изследвания сред здравните организации. Ограничени контролирани проучвания са на разположение поради сравнително скорошното изобретение на устройството. Законите варират широко, засягайки употребата и продажбата на електронни цигари и придружаващите ги пълнители и/или течности, с все още неприето законодателство и продължаващ дебат по темата в цял свят.

## История
Най-ранната концепция на електронната цигара може да бъде проследена като идея на Хърбърт А. Гилбърт, който през 1963 г. патентова устройство, описано като „цигара без тютюн и дим“, с което са заменят „горящите тютюн и хартия с топла, влажна, ароматизирана пара“. Това устройство нагрява никотиновата течност и изпуска пара. През 1967 г. Гилбърт е помолен от няколко фирми, които се интересуват от това производство на продукта, но той така и не се комерсиализира и изчезва от публичния регистър след 1967 година.
Хон Лик, китайски фармацевт, е широко кредитиран с изобретяването на първото поколение електронни цигари. През 2000 г. той представя идеята за използване на пиезоелектрически елемент, излъчващ ултразвук за изпаряване под налягане на струя течност, съдържаща никотин, разреден в разтвор на пропилен гликол. Той предлага също използването на пропилен гликол за разреждане на никотина и течността да се постави в пълнители за еднократна употреба. Тези изобретения са в основата на съвременните електронни цигари.
Електронните цигари са създадени, за да предоставят още един избор на пушачите по света. Китайският изобретател е вдъхновен от съдбата на своя баща, който умира заради страстта си към тютюна. Електронната цигара е един компромисен вариант между отказване от цигарите и по-безвредно пушене.
Устройството е представено за първи път на вътрешния китайски пазар през май 2004 г. След това Хон променя търговското наименование от Голдън Драгън Холдингс на Руян, „като дим“. И започва да изнася своите продукти през 2005 – 2006 г., преди да получи първия си международен патент през 2007 г.
Второто поколение електронна цигара, или модерна електронна цигара, е изобретено и въведено на пазара през 2008 г. от д-р Yunqiang Xiu, преди да получи своите международни патенти през 2009 г. и патент от Великобритания през 2011 година. Модерната електронна цигара включва „cartomizer“ или пълнител.
В Европа електронните цигари са въведени от британски бизнесмен през 2005 година, под благоприличното търговско наименование „Електро-фас“ (Electro Fag). Тяхното пускане и нарастваща популярност създават горещ дебат в парламента на Англия, преди членовете на парламента да заключат, че електронните цигари не трябва да се включват в забраната за пушене, и по тази причина е законно да се пушат в сгради, където пушенето на тютюневи изделия е забранено.
През 2007 година САЩ въвеждат електронната цигара. Тяхната популярност в Америка също създава вълнения; Агенцията за контрол на лекарствата и хранителните вещества (FDA) забранява вноса на продукта и заявява, че според тестовете електронните цигари са „наркотично средство“; тези тестове по-късно са подложени на сериозни критики от научните консултанти от Exponent, Inc.
На следващата 2008 година Световната здравна организация заявява, че електронните цигари не трябва да се считат за натурално средство за спиране на цигарите и настоява всички компании да отстранят всички материали, които изказват подобно твърдение.
А през 2009 г. президентът Барак Обама, след подписването на закон за превенция на тютюнопушенето в семейството и борбата с тютюнопушенето, дава на Комисията за контрол на лекарствата и хранителните вещества правомощието да регулира тютюневата индустрия. Ароматизираните тютюневи изделия се забраняват и всяка компания, която иска да въведе нови продукти, трябва да отговаря на пазарните стандарти на FDA.
Щатите започват на местна основа да променят законите си към въвеждане на електронни цигари. Ню Джърси и Орегон включват електронните цигари в тяхната забрана за пушене на обществени места, Калифорния опитва да направи същото, докато тогавашният губернатор, екс-терминаторът Арнолд Шварценегер слага край на това, заявявайки: „Ако възрастните желаят да купуват и консумират тези продукти, разбирайки и осъзнавайки свързаните с това рискове за здравето, на тях трябва да им се предостави тази възможност дотогава, докато федералният закон промени законовия статут на тези тютюневи продукти.“
По-късно същата година Руян спонсорира новозеландско проучване за електронните цигари. Проучването потвърждава, че макар и да са налични канцерогени и токсични вещества в електронните цигари, те са в нищожни количества и в пъти под увреждащите нива. Проучването счита цигарите без тютюн за по-безвредна алтернатива на тютюнопушенето. Въпреки това съседна Австралия напълно забранява продукта.
Сформира се търговска асоциация ECITA (Търговска асоциация на производителите на електронните цигари), която да защитава производители, търговци и дистрибутори, главно за преговори с правителство и органи на здравеопазването.

## Компоненти
Електронната цигара от последно поколение се състои се от две части:
1. Литиево-йонна батерия с LED светодиоден индикатор 2. Картомайзер (пълнител, никотинова течност и атомайзер в едно)

### Картомайзер/пълнител
При най-новите поколения електронни цигари. Като всмуквате от пълнителя на електронната цигара, течният никотин се изтегля в пулверизиращата камера, където се нагрява и превръща в изпарение. Това изпарение доставя отмерено количество никотин, както при обикновената цигара.
Пълнителят (картомайзерът), е малък пластмасов контейнер с отвори от двете си страни, в него се съхранява никотиновата течност и нагревателният елемент.
Новите модели електронни цигари са с пълнители, но има и също така такива с пластмасови резервоари за пълнене, които се пълнят от потребителите с никотинова течност от шишенца. Когато течният никотин се свърши, потребителите могат да го пълнят отново.
Един картомайзер (пълнител) в зависимост от производителя се равнява на между 20 и 40 тютюневи цигари, като е прието, че една тютюнева цигара се изпушва средно за 10 дръпвания по 1,5 сек. Картомайзер, който се равнява на 20 цигари, е с издръжливост около 200 – 250 вдишвания.

### Атомайзер
A. LED светодиодиоден индикатор
B. Батерия
C. Атомайзер (нагряващ елемент)
D. Пълнител
Атомайзерът съдържа малък нагревателен елемент, изпаряващ никотиновата течност. При по-старите модели електронни цигари той се намира в центъра на трите компонента на е-цигарата. При новите модели след 2011 г. пълнителят за никотиновата течност и атомайзерът са обединени в един общ компонент. Той се нарича картомайзер.

### Батерия
Най-често срещани са литиево-йонните презареждащи се батерии, те са и най-големият компонент на е-цигарата. Някои модели притежават сензор за активиране, така че активирането е задействано автоматично при дръпването от цигарата. Други модели са оборудвани с бутон за ръчно активиране, който бутон трябва да се държи по време на употреба. При някои по нови модели в предната част на батерията има и LED светодиоди, които да анонсират активацията на продукта при всяко дръпване. Когато батерията започне да „пада“, светодиодът започва да примигва.
Батериите обикновено се зареждат посредством адаптер за електрическата мрежа, зарядно за автомобил и USB зарядно. Някои производители предлагат също така и иновативни презареждащи кутии, наподобяваща цигарените, те имат големи презареждаеми батерии, с които се зареждат по малките батерии на е-цигарите.

### Никотинова течност
Течността за направата на пара при електронните цигари, позната още като никотинова течност или течност за електронна цигара, съдържа пропилен гликол (propylene glycol) и/или глицерин (glycerin), смесени с концентрирани вкусове и вариращ процент течен никотинов концентрат.
Те се продават в шишенца или в предварително напълнени картомайзери (пълнители). Много производители предлагат купища вкусове, които се различават от класическия вкус на тютюн, мента, ванилия, кафе, кола и множество плодови аромати, а съдържанието на никотина в е-цигарите варира при различните производители. Стандартното обозначение „mg/ml“ е най-често използвано при посочване на силата на никотина в продуктите, понякога и съкратено на mg. Безникотинови течности и пълнители също се предлагат.
Някои потребители на електронни цигари си правят собствени течности, обозначени като DIY.

### Комплекти
Повечето потребители на електронни цигари обикновено си купуват стартови комплекти, които съдържат батерия, USB зарядно и картомайзери (пълнители).

## Притеснения за здравето
Привържениците на електронните цигари често твърдят, че електронните цигари осигуряват абсолютно същото преживяване като пушенето, без миризмата и рисковете за здравето, свързани с тютюневия дим. Повечето течности при е-цигарите включват пропилен гликол (PG), растителен глицерин (VG), а понякога и полиетилен гликол 400 (PEG400) – широко използвани като хранителна добавка, например в бонбоните с пълнеж или сладолед, използват се също като основно решение при продукти за лична хигиена като пасти за зъби, както и в медицински устройства, като например астма инхалатори. Въпреки че са 99% по-безвредни от тютюневите цигари, все пак остава 1% вреда от никотина, съдържащ се в електронните цигари. А издишаната остатъчна пара е 100% по-безвредна за хората в помещението, където се пуши, за разлика от вредите, причинени от отровния тютюнев дим.
Фактът, че електронните цигари приличат на истинските тютюневи цигари, се отбелязва както от поддръжниците, така и от противниците им. Електронните цигари могат да дадат на никотинозависимите повече или по-малко същото количество никотин, както конвенционалните цигари. За разлика от тютюневите, те не отделят токсичен дим, който може да причини заболяване на белия дроб и рак при вдишване с течение на времето, след като в тях няма вредни продукти, които да бъдат вдишани от потребителите.

### Световна здравна организация (WHO)
През септември 2009 г., Световната здравна организация заявява, че няма строги рецензии и проведени проучвания показващи, че електронната цигара е безопасна и ефективна заместваща терапия. СЗО не изключва възможността, че електронната цигара може да бъде полезна, като помощ за отказване от тютюнопушенето. Но и настоява, че твърденията че електронните цигари може да помогнат на пушачите да се откажат, трябва да бъдат подкрепени от клинични проучвания и анализи за токсичност. Задължително е тяхното действие да бъде в рамките на подходяща регулаторна рамка.

### Американска агенция за храни и лекарства (FDA)
През май 2009 г., Американската агенция по храните и лекарствата (USFDA) изследва 19 разновидности на пълнители за електронни цигари, произведени от две марки – Njoy и Smoking Everywhere. Диетилен гликол, отровна и хигроскопична течност, е била открита в един от пълнителите, произведени от Smoking Everywhere. Тютюн-специфични нитрозамини (TSNAs), известни канцерогенни агенти, са били открити във всички касети от една марка и в два от пълнителите в друга марка. Никотин е открит и в някои безникотинови пълнители. Появяват се съмнения относно високите нива на никотин при някои марки пълнители и течности. В някои електронни цигари тютюно-специфичните примеси са обявени за вредни за хората – анабазин, биозмин и β-никотирин са открити в повечето от изследваните проби. Нито един от тези химикали не е открит в издишваните остатъчни изпарения от електронните цигари.
През юли 2009 г., FDA публично заклеймява използването на електронни цигари и изразява опасение, че електронните цигари могат да бъдат пуснати в продажба на млади хора, поради липса на подходящи здравни предупреждения.
От Асоциацията на електронните цигари в САЩ имат опасения, че изследването на FDA е твърде „ограничено, за достигане до някакви валидни и надеждни заключения“. „Exponent, Inc.“, наети от „NJOY“ да преразгледат проучването на FDA през юли 2009 г., възразяват, че анализът на FDA за електронните цигари няма сравнение с други одобрени от FDA никотиново-заместителни терапевтични продукти, където са били установени сходни нива на „Тютюн-специфични нитрозамини“(TSNA). И стигат до заключение, че проучването на FDA не подкрепя твърденията за потенциални неблагоприятни последици за здравето от употребата на електронни цигари.
Освен това методите на изследване на FDA „са подложени на сериозна критика в периодичния печат“ от някои медицински и здравни експерти, които отбелязват, че потенциално вредни химикали са измерени с „около един милион пъти по-ниски концентрации, вредни за човешкото здраве“.
В допълнение няколко членове на Научния консултативен комитет за тютюневи изделия към FDA са заподозрени във връзки и консултантски взаимоотношения с различни фармацевтични компании, които произвеждат продукти за отказване от тютюнопушенето. Ако тези твърдения са верни, това със сигурност може да представлява потенциален конфликт на интереси.

### Американска асоциация на общественото здравеопазване
Към април 2010 г., Американската асоциация на общественото здравеопазване (AAPHP) поддържа продажбите на електронни цигари за възрастни, защото съществува възможност да се спаси живота на четири милиона от осем милиона възрастни американски пушачи, които в противен случай ще умрат от свързани с тютюнопушенето заболявания през следващите двадесет години. Въпреки това AAPHP е против продажбите на малолетни и непълнолетни лица. AAPHP препоръчва на FDA да прекласифицират електронните цигари като тютюнев продукт.

### Проучване на Бостънския университет по обществено здравеопазване
Проучване на изследователи от Училището по обществено здраве към Бостънския университет през 2010 г. стига до заключение, че електронните цигари са по-безопасни, отколкото истинските цигари и могат да подпомогнат за прекратяването на вредния навик на тютюнопушенето. Изследователи посочват, че докато са били необходими допълнителни проучвания за електронните цигари, „малко или почти никакви химикали на нивата, установени в електронните цигари, пораждат сериозни опасения за здравето“. Електронните цигари са много по-безопасни, отколкото традиционните тютюневи и имат нива на токсичност, сходни на съществуващите никотинови заместители.
Според този доклад нивото на канцерогени в електронните цигари е до 1000 пъти по-ниско в сравнение с обикновените цигари и най-ранните доказателства показват, че електронните цигари могат да помагат на хората да спрат да пушат.

### Министерство на здравеопазването на Канада
На 27 март 2009 г., Министерство на здравеопазването на Канада издава препоръчителен документ към своите граждани срещу електронните цигари. В него се посочва: „Въпреки че тези електронни продукти за пушачи могат да бъдат пуснати на пазара, като по-безопасна алтернатива на традиционните тютюневи изделия и в някои случаи, като помощно средство за отказване от тютюнопушенето. Електронните продукти за пушачи могат да създадат рискове като никотиново отравяне и пристрастяване, тъй като в много от случаите се предлагат в разфасовки над 10 милилитра“.

### Министерство на здравеопазването в Нова Зеландия
През 2008 г. д-р Murray Laugesen от „Health New Zealand ООД“ публикува доклад за безопасността на пълнителите при електронните цигари на Ruyan. Неговото проучване е финансирано от производителя на електронна цигара Ruyan, но Laugesen твърди, че неговите изследвания са независими. Наличието на незначителни количества от TSNAs в пълнителите е документирано в анализа. Резултатите също така показват, че нивото на никотин в пълнителите не се различава от концентрацията на никотин, намиращ се в никотинови лепенки. Джон Бритън, белодробен специалист в университета в Нотингам, Великобритания и председател на „Кралския лекарски колеж“ на Tobacco Advisory Group, коментира: „Ако нивата са толкова ниски, като при никотино-заместващите терапии, аз не мисля, че ще има кой знае какъв проблем.“ Подробният количествен анализ на изследването заключава, че канцерогени и токсини присъстват само под вредните нива за потребителите. В заключение д-р Laugesen допълва: „Въз основа на информацията на производителя, състава на течността в пълнителите не е опасна за здравето за хората, ако се използва по предназначение“.

### Други проучвания
Според Cancer Research – Великобритания, „за един пушач, опасностите за здравето от продължителното пушене в големи количества, надвишава в пъти потенциалните рискове от използването на никотино-заместващи терапии“.
Неотдавнашно гръцко проучване установява, че електронните цигари не са заплаха за сърцето. Д-р Konstantinos Farsalinos от „Onassis Cardiac Surgery Center“ в Атина представя доклад по време на годишната среща на Европейското дружество по кардиология, че „Електронните цигари не са здравословен навик, но те са по-безопасна алтернатива на тютюневите цигари... Като се има предвид екстремните опасности, свързани с пушенето на цигари, наличните към момента данни сочат, че електронните цигари са много по-малко вредни и подмяната на тютюневите цигари с електронни може да бъде от полза за здравето.“ Farsalinos и неговият екип изследват функцията на сърцето на 20 млади пушачи преди и след пушене на една тютюнева цигара, срещу 22-ма потребители на електронни цигари преди и след използване на устройството, в продължение на седем минути. Докато пушачите са претърпели значителни сърдечна дисфункция, включително повишено кръвно налягане и сърдечна честота, тези които използват електронни цигари имат само леко повишение на кръвното налягане. Гръцкото клинично проучване е първото в света, което изследва кардиологичните ефекти от електронните цигари върху потребителите. Друго кратко изследване, също в Гърция, информира в началото на 2012 г., че устройствата имат слабо въздействие върху белодробната функция.
Изследване, проведено в университета на Източен Лондон, за ефектите от използването на електронни цигари за намаляване на апетита при редовните пушачи на тютюн показва, че не е установена значима разлика между пушачите, които вдишват пари, съдържащи никотин, и тези, които вдишват пари, които не съдържат никотин. Заключението на доклада е, че въпреки че електронните цигари могат да бъдат ефективни за намаляване симптомите на абстиненция, съдържанието на никотин не изглежда да е от основно значение, както и други свързани с тютюнопушенето знаци (като вкус или пари наподобяващи дим) могат да обяснят намаляването на дискомфорта, свързан с тютюневата абстиненция в краткосрочен план.
Въпреки че някои производители предлагат е-цигари, като помощно средство за спиране на тютюневите цигари, Световната здравна организация (СЗО) заявява, че не запозната с доказателства, потвърждаващи тези твърдения.
Следи от „volatile organic compounds“, а именно формалдехид, както и следи от кетони, живак и tetramethylpyrazine, са намерени в парите на е-цигари, но количествата са значително по-малки от количествата, намерени в тютюневия дим и не представляват значителен здравен риск.
В онлайн проучване от ноември 2009 г. сред 303 пушачи е установено, че замяната на тютюневите цигари с електронни, води до намаляване на възприеманите здравословни проблеми в сравнение с пушенето на обикновени цигари (по-малко кашляне, повишена тонус, добро чувство за вкус и мирис).

## Употреба
По данни в края на 2012 г. потребителите на електронни цигари в САЩ са около 2,5 млн. души. Във Великобритания броят им надминава 650 хиляди. В България продажбите на електронни цигари не спират да бележат огромен ръст след въвеждането на забраната за тютюнопушене през юни 2012 г. Новите модели, които се състоят само от батерия и пълнител, все още не са популярни в България и по-голямата част от потребителите предпочитат да пълнят собственоръчно електронната си цигара с никотинова течност.

## Правна история
Поради относителната новост на технологията и възможната връзка с тютюневите закони и лекарствените политики, законодателството и изследванията за общественото здраве относно електронните цигари са в застой в много страни. Ароматизираните тютюневи цигари (с изключение на ментоловите) са забранени в САЩ, а за продуктите за ръчно свиване на цигари се предвиждат огромни увеличения на данъците (например в Айова), електронните цигари остават единствената достъпна алтернатива на тютюневите за много американци.

### Европейски съюз
Директива 2001/95/ЕО на ЕС (6) относно общата безопасност на продуктите, се прилага дотолкова, доколкото няма специфични разпоредби със същата цел в други разпоредби на правото на ЕС. Настоящата директива предвижда ограничителни или превантивни мерки, които да бъдат предприети, ако продуктът е установено, че е опасен за здравето и безопасността на потребителите.
Дали електронните цигари може да се считат за попадащи в обхвата на Директива 93/42/ЕИО относно медицинските изделия, зависи от предвидената употреба и дали е с медицинска цел. „Всеки национален орган може да вземе самостоятелно решение, като се вземат предвид всички характеристики на продукта, дали той попада в рамките на определението за лекарствен продукт“.
Поради тази неясна позиция на ЕС, страните членки в Европейската икономическа зона понастоящем са с различна правила.

### Правно третиране в САЩ
Отделните щати имат различно правно третиране на електронните цигари.
На 22 септември 2009 г., по разрешение на закона „Family Smoking Prevention and Tobacco Control“, „Федералната служба по храните и лекарствата“ на САЩ, забранява ароматизираните тютюни (с изключение на ментоловите) поради своя потенциал да подтикват децата към тютюнопушене. Wagner казва, че употребата на аромати, като например шоколад, би могла да насърчи употребата на цигари. „Федералната служба по храните и лекарствата“ (FDA) класифицира електронните цигари като устройства за доставка на наркотици и подлежащи на регулиране по Закона за храните, лекарствата и козметиката (FDCA) преди внос и продажба в Съединените щати. Класификацията е обжалвана в съда и отменена през януари 2010 г. от съдия Richard J. Leon от Федералния окръжен съд, позовавайки се, че устройствата трябва да бъдат регламентирани като тютюневи продукти, а не като лекарствени или медицински устройства". Съдия Leon разпорежда, „Федералната служба по храните и лекарствата“ да престане да блокира вноса на електронни цигари от Китай и посочва, че устройствата трябва да бъдат регламентирани като тютюневи продукти, а не като лекарствени или медицински устройства.
През март 2010 г. Американският апелативен съд спира разпореждане относно висяща жалба, по време на която „Федералната служба по храните и лекарствата“ оспорва правото на регулация на електронните цигари въз основа на предишни решения за регулиране на никотино-заместващи терапии, като никотинови дъвки или лепенки. Освен това агенцията твърди, че „законодателството от предходната година изрично изключва от определението за „тютюневите изделия“ всеки продукт, който е лекарство, устройство или комбинация от двете според „Закона за храните, лекарствата и козметиката“ FDCA и предвижда, че тези изделия ще бъдат предмет на регулиране по предварително съществуващите разпоредби.“
На 7 декември 2010 г., Апелативният съд се произнася срещу Федералната служба по храните и лекарствата (FDA) със съдийско решение 3 – 0, отсъждайки службата да може да регулира електронните цигари само като тютюневи продукти, като по този начин да не може да блокира техния внос. Съдиите решават, че подобни изделия само ще подлежат на медицинското законодателство, ако те се продават за терапевтична употреба – Производителите на е-цигари успешно доказват, че техните продукти са насочени към пушачите, а не към отказващите се. Апелативният съд на окръг Колумбия, отказва да преразгледа решението за блокиране и регулация на продукти от „Федералната служба по храните и лекарствата“ FDA като медицински изделия на 24 януари 2011 г.
Притесненията относно обществената безопасност се увеличават. Въпреки това някои бивши пушачи твърдят, че са били подпомогнати от електронните цигари, както и учени от университета Бъркли в Калифорния, САЩ заявяват, че електронните цигари имат голям потенциал за намаляване на заболеваемостта и смъртността, свързана с тютюнопушенето.

## Правен статут

### В Европейския съюз
В България продажбата, употребата и рекламата на електронни цигари са законни. От СЕМ разграничават електронните цигари от тютюневите и телевизионната реклама също е разрешена.
В Австрия съдържащите никотин течности са класифицирани като лекарствени продукти и електронните цигари като медицински устройства.
В Чехия използването, продажбата и рекламирането на електронни цигари е законно.
В Дания Агенция по лекарствата класифицира електронните цигари, съдържащи никотин като медицински продукти. По този начин разрешение се изисква преди продуктите да могат да се търгуват и продават, и понастоящем няма такова разрешение. Агенцията съобщава, че електронните цигари, които не администрират никотин на потребителите и не се използват за превенция или лечение на заболяване, не се считат за лекарствени устройства. Не е забранено използването на електронни цигари на летището в Копенхаген, но поне една авиокомпания (Scandinavian Airlines) е решила да забрани използването им на борда по време на полет.
В Естония само безникотиновите пълнители са законни.
Във Финландия Националният надзорен орган на благосъстоянието и здравето (Valvira) е обявил, че новата забрана за реклама на тютюневи изделия (в сила от 1 януари 2012 г.) ще обхване и електронните цигари, в резултат на това финландските магазини и уеб магазини не могат да рекламират електронни цигари, тъй като те приличат на тютюневите. На теория електронните цигари с безникотинови пълнители все още може да се продават, ако техните реклами и цени не са видими. Поръчките от чужбина остават позволени. Продажбата на никотинови пълнители е забранена, тъй като никотинът се счита за лекарство изискващо рецепта. Въпреки това финландските власти са решили никотинови пълнители, съдържащи по-малко от 10 мг никотин, и електронна течност, съдържаща по-малко от 0,42 грама никотин за бутилка, може да бъде законно доставена от други страни за лично ползване. Ако съдържанието на никотин е по-високо, се изисква рецепта от финландски лекар. От държави в рамките на Европейското икономическо пространство ЕИП, могат да се взимат запаси от пълнители за лично ползване, максимум за година, когато потребителите се връщат във Финландия. А три месечни запаси, може да бъдат купувани и извън ЕИП.
Доставки по пощата на пълнители за електронни цигари от страните от Европейското икономическо пространство, максимум за три месеца, също са позволени.
В Германия не е забранена, продажбата на електронни цигари и пълнители, с течности съдържащи никотин. В Ирландия продажбата и употребата на електронните цигари е законна.
В Италия с постановление от Министерство на здравеопазването (GU Серия Generale, N 248 del 23 ottobre 2012) електронните цигари, съдържащи никотин не могат да се продават на лица под 16-годишна възраст.
В Латвия Министерство на здравеопазването предупреждава, че електронните цигари може да предизвикат вреди на сърдечно-съдовата, чернодробната и бъбречна системи, обаче е-цигарите са законни и се продават в повечето търговски центрове и на летището в Рига, както и в интернет на лица, над 18-годишна възраст.
В Нидерландия употребата и продажбата на електронни цигари се разрешава, но рекламата е забранена в очакване на законодателен акт на ЕС.
В Норвегия електронните цигари и никотин може да бъдат внесени от други членки на ЕИП (например Великобритания) за лична употреба.
В Полша продажбата и употребата на електронни цигари са законни.
В Португалия продажбата и употребата на електронни цигари са законни.
В Обединеното кралство използването, продажбата и рекламирането на електронните цигари е законна. Електронните цигари също могат да се използват вътре в пъбове, кафенета и т.н., където пушенето на тютюневи изделия е незаконно.

### В САЩ
Губернаторът на щата Калифорния Арнолд Шварценегер налага вето върху законопроект, който регулира продажбата на електронни цигари в щата, на основание, че „ако възрастните искат да закупуват и консумират тези продукти с разбиране на свързаните с тях рискове за здравето, те трябва да бъдат в състояние да го правят”.
През 2009 г. в щата Ню Джърси се гласува за поставяне на електронните цигари в една категория с тютюневите продукти, чрез допълване на вече съществуващ закон. Депутатката Connie Wagner приветства законодателството, твърдейки, че те „изглеждат като истинските“, тя също така се обявява срещу потенциалната привлекателност на ароматизираните електронни цигари за децата.
Продажба на електронни цигари на непълнолетни в Ню Хемпшир е законна. Група ученици и група, наречена „Дишай Ню Хемпшир“, са убедени, че електронните цигари ще служат като врата към тютюневите цигари, защото изглеждат модерни: някой сравняват електронните цигари с това да имаш нов мобилен телефон – „яко е“. Те стартират петиции до щатското ръководство, да забрани продажбата на електронни цигари на непълнолетни. Считано от юли 2010 г., е незаконно да се продават електронни цигари на непълнолетни.
Щата Аризона има планирана забрана за продажбата на електронни цигари на непълнолетни.
Във Вашингтон Кинг Каунти управителният съвет на здравето забранява пушенето на електронни цигари на обществени места и не позволява продажбата на малолетни и непълнолетни лица. В Пиърс Каунти също се забранява продажбата на електронни цигари на непълнолетни лица, но е позволено използването им в места, като барове и работни места.
В Мериленд HB1272 забраната е въведена от делегата Aruna Miller и е приета от Общото събрание, което забранява продажбата на електронни цигари на малолетни и непълнолетни лица.
В Орегон през февруари 2012 г., е отклонен полет 1118 на Continental Airlines обратно към летището, когато един неуравновесен пътник с неуточнени психични разстройства отказва да спре да използва своята електронна цигара. Пътникът е задържан от придружаващите го пътници, а по-късно се признава за виновен по обвинения, че съзнателно е възпрепятствал работата на екипажа на самолета. FAA не се е произнесъл относно използването на е-цигари на самолети по времето, когато се случва инцидента, но на авиокомпаниите им е разрешено да установят свои собствени по-рестриктивни политики за употребата на електронни цигари в самолетите; Continental (сега United Airlines) има фирмена политика за забраната им.
В щата Айова през 2012 г., в град Linn комисари одобряват решение за регулиране на продажбата на дребно на електронни цигари като при тютюневите. В резултат на това решение търговците на дребно, които продават електронни цигари на лица в Linn County, са длъжни да имат лиценз за търговия на дребно на тютюневи изделия.
Щатът Ню Йорк забранява пушенето на електронни цигари в рамките на 100 метра от входа на общински или частни училища през септември 2012 г., и забранява продажбата на е-цигари на непълнолетни лица от 1 януари 2013 г.